# Johann Krischick
Johann Krischick, auch Johann Krischik (* 5. Mai 1886 in Groß Lattana, Landkreis Ortelsburg; † 5. April 1958 in Gelsenkirchen) war ein deutscher Landwirt und Politiker (DNVP).

## Leben
Krischick half nach dem Besuch der Volksschule zunächst im Betrieb seines Vaters aus. Er verdiente seinen Unterhalt bis 1906 als Landarbeiter und leistete im Anschluss Wehrdienst in der Preußischen Armee. Von 1908 bis 1913 ging er einer Tätigkeit als Bergarbeiter nach. Seit 1913 besaß er einen eigenen Bauernhof in Alt Werder bei Groß Leschienen.
Nach dem Ersten Weltkrieg trat Krischick in die Deutschnationale Volkspartei (DNVP) ein. Er war Mitglied des Kreisausschusses und des Kreistages im Landkreis Ortelsburg und von 1919 bis 1921 Mitglied des Provinziallandtags der Provinz Ostpreußen. Im Februar 1921 wurde er als Abgeordneter in den Preußischen Landtag gewählt, dem er ohne Unterbrechung bis 1932 angehörte. Im Parlament vertrat er den Wahlkreis 1 (Ostpreußen).
Johann Krischick war mit Charlotte Dibowski verheiratet und hatte acht Kinder.